# عائشة بنت الجيار
عائشة بنت الجيار أو عائشة بنت ابن الجيار هي ابنة الشيخ الكاتب الوجيه أبي عبد الله ابن الجيار المحتسب بسبتة. برزت عائشة خلال القرن 14م بالمغرب الأقصى في فترة حكم المرينيون، نبغت في الصناعة الطبية وكانت لها معرفة بالأدوية والعقاقير، فداع صيتها في باقي ربوع المغرب والأندلس، حتى أن أمراء بني مرين كانوا يكرمونها بالهدايا والتحف لأجل ماعرف عنها من نبوغ ودراية في الطب والصيدلة.

## طفولتها
ترعرعت الطبيبة عائشة بنت الجيار في مدينة سبتة، وتنحدر عائشة من بيت بني الجيار، أحد البيوتات السبتية العريقة في العلوم والأدب، عرف أبوها الشيخ أبي عبد الله ابن الجيار ببراعته في الكتابة، إذ تقلد خطة الحسبة بمدينة سبتة خلال القرن الثامن الهجري -الرابع عشر الميلادي-، وقد أتاح هذا الوسط العملي لعائشة إمكانية التعلم والاحتكاك بالعلم والعلماء منذ نعومة أظافرها. لم تتعلم الطب وهي صغيرة بل تعلمت في صغرها أشياء أخرى، حفظت القرآن الكريم وتعلمت العلوم الإسلامية وكل ما ينفعها في التفقه في أمور دينها.

## تعلمها للطب
يعد العصر المريني من أنصع العصور الذي ظهرت فيه مختلف العلوم الشرعية والعلمية والطبية والفلكية وعلم الكلام، فأولى أمراء بني مرين إهتمامهم بالعلوم خاصة الطب، فكانت له مكانة مرموقة، وفي هذا الصدد قال عبد الله كنون في كتابه «النبوغ المغربي في الأدب العربي»:
«فالحركة العلمية -في هذا العصر- قد بقيت في نشاطها وتقدمها كما كانت على عهد الموحدين، وإن كان قد اعتراها في فترة الانقلاب بطبيعة الحال شيء من شبه انقطاع أو فتور فإنها بعد أن انتصبت الدولة المرينية وتشيدت أركانها قد عادت فاسترجعت ما كان لها قبل من القوة والظهور»
وفي ظل هذه الأجواء العلمية المتاحة والمتميزة نبغت العالمة السيدة عائشة بنت الجيار السبتية، فتعلمت الطب وكل ما يتعلق بالصيدلة من صهرها الشيخ الشهير أبي عبد الله الشريشي، وهو الطبيب الماهر المعروف بمكانته المكينة عند الأمراء والملوك، والمشهور عند العامة بحكيم الرعاء، ومما يبين علو مكانة الشريشي أن السلطان أبا عنان المريني قال عنه:
«اختصت سبتة بأربعة رجال دون سائر بلاد المغرب، كملوا في عصرهم خلقا وخلقا، وسماهم، ومن جملتهم الطبيب أبو عبد الله هذا»
فبلغت عائشة في كل ذلك وأصبحت مشهورة، ليس في سبتة وحدها بل في المغرب كله وسائر الأندلس أيضا، فكانت تطلب في الأندلس من قبل الأمراء وكبار القوم بسبب براعتها. وبسبب علمها الكبير وسمو أخلاقها ائتمنها سلاطين بني مرين على صحة نسائهم، لقد كانت الطبيبة الخاصة بنساء السلطان، فأتحفوها بالهدايا والتحف لقاء خبرتها ومهارتها؛ إذ أتقنت الطب علما وعملا، وبرعت فيه براعة معلمها أبي عبد الله الشريسي، وقد كانت عارفة بالأدوية والعقاقير وما يختص بها، وبصيرة بالماء وعلاماته.

## صفاتها
ذكر في سيرتها بأنها كانت امرأة حكيمة، وعاقلة، وذات رأي، ورقي في الأخلاق وفي السلوك، كسبت محبة وثقة الناس بسبب أخلاقها وأصبحت مرغوبة حتى اشتهرت بين أطباء عصرها من الرجال، وفي هذا المضمار يقول عنها المؤلف المجهول لكتاب «بلغة الأمنية ومقصد اللبيب فيمن كان بسبتة في الدولة المرينية من مدرس وأستاذ وطبيب»: 
«كانت امرأة عاقلة عالية الهمة نزيهة النفس معروفة القدر لمكان بيتها لها تقدم بالطبع وجزالة في الكلام»
وإلى جانب علمها وأخلاقها كانت عائشة بنت ابن الجيار معروفة بنشاطها الاجتماعي، فهي لم تكن معزولة عن الجماهير والمجتمع بل كانت تخدم أبناء بلدها بعلمها في الطب وبمالها الذي كسبته. كان مسار عائشة بنت ابن الجيار الدنيوي حافلا بالعطاء، وختمت هذا المسار بصدقة جارية، إذ عهدت بتوقيف رباعها في وجوه البر وسبيل الخيرات.

ونظرا لمكانتها وعلو كعبها فقد صنفها عبد الله كنون ضمن أعلام المغرب الذين بصموا الثقافة المغربية خلال الفترة المرينية وعدها من بين جهابدة العلم في العصر المريني وخصها بالذكر، بقوله في كتابه «النبوغ المغربي في الأدب العربي»:
«أما في الميدان العلمي فسنترجم للطبيبة عائشة بنت الجيار مكتفين بها ونحن على يقين من أن هناك كثيرات من السيدات اللائي كن يشاركن في غير ما ذكر من ضروب المعارف»
كما تم إدراج اسمها ضمن معلمة المغرب كإحدى الطبيبات البارعات، ونجد اسمها أيضا ضمن الأعلام الذين ذكرهم محمود عبد العزيز الزعبي في كتابه «المحكم في تاريخ الطب»، أما شوقي ضيف فقد اعتبرها من أوليات المغربيات اللاتي برعن في علم الطب خلال العصر المريني بعدما كان حكرا على نساء بني زهر خلال العصر الموحدي.

## أموالها
دخل على بيتها الخير العميم من مهنة الطب والصيدلة، فجنت من كل ذلك أموالا طائلة وهدايا غالية ورفيعة لكنها أتارث أن تستخدم كل ذلك في خدمة الناس، بل أكثر من هذا تركت وصية في أخر عمرها أن كل ما تملك هو وقف على خدمة المساكين والفقراء.

## وفاتها
توفت عائشة بنت الجيار في أواخر القرن 14م، بلغت من العمر نحو 70 سنة، ويقول عنها مؤلف كتاب «بلغة الأمنية ومقصد اللبيب فيمن كان بسبتة في الدولة المرينية من مدرس وأستاذ وطبيب»:
«أدركتها رحمة الله عليها وقد بلغت من السن نحوا من سبعين سنة وكانت امرأة عاقلة عالية الهمة نزيهة النفس معروفة القدر لمكان بيتها لها تقدم بالطبع وجزالة في الكلام عارفة بالطب والعقاقير وما يرجع إلى ذلك بصيرة بالماء وعلامته وتأثل لها بطريقتها صيت شيده الأمراء فطالما كانوا يجيزونها بالهدايا والتحف وغيرها لأجل ما خبروه من حرفتها وكانت لها رباع تغتلها ولم تزل سيدة محفوظة المنصب إلى أن توفيت بعد أن عهدت بتوقيف رباعها في وجوه البر وسبيل الخيرات»